# Mieczysław Nowicki

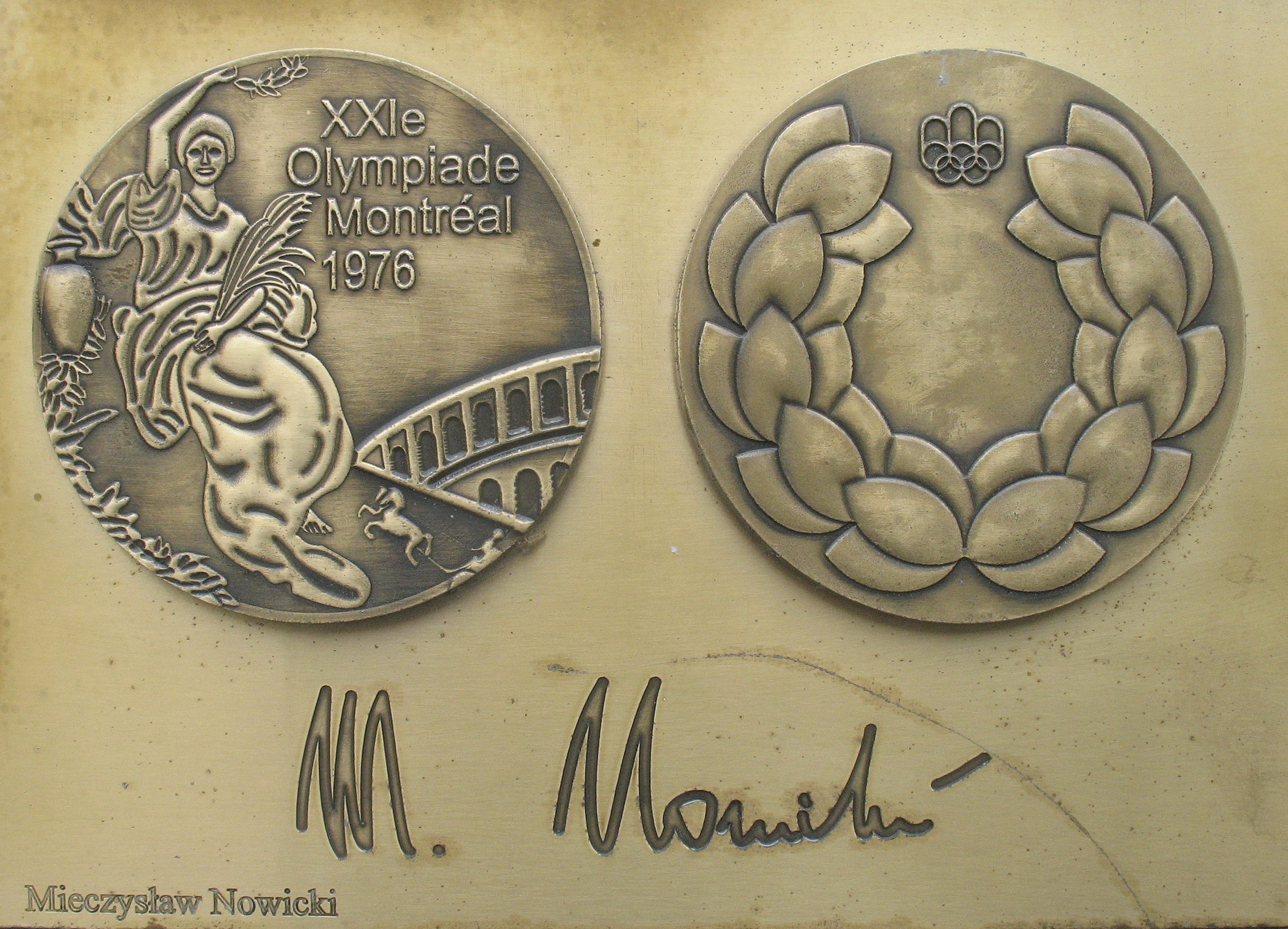
Kopia medalu i autograf M.Nowickiego w Alei Gwiazd Sportu w Dziwnowie

Mieczysław Paweł Nowicki (ur. 26 stycznia 1951 w Piątku) – polski polityk, kolarz szosowy i torowy, dwukrotny medalista olimpijski oraz dwukrotny medalista szosowych mistrzostw świata.

## Życiorys
Był związany z łódzkimi klubami – Społem i Włókniarzem. Na początku kariery specjalizował się kolarstwie torowym. W tej dyscyplinie wystąpił na igrzyskach olimpijskich w Monachium w 1972 roku, gdzie wraz z drużyną zajął czwarte miejsce w wyścigu na dochodzenie, a w wyścigu indywidualnym odpadł w eliminacjach. Czterokrotnie startował w mistrzostwach świata, zajmując między innymi: czwarte miejsca w drużynowym wyścigu na dochodzenie na MŚ w San Sebastián (1973), piąte na MŚ w San Leicester (1970), miejsca 5-8 na MŚ w Varese (1971) oraz ósme na MŚ w Antwerpii (1969). Na MŚ w Varese wystąpił też w indywidualnym wyścigu na dochodzenie, ale odpadł w eliminacjach. Był także dwukrotnie indywidualnym mistrzem Polski w tej konkurencji (1970, 1972) i dwukrotnie drużynowym (1970, 1974). Następnie przekwalifikował się i szybko awansował do reprezentacji narodowej w kolarstwie szosowym.
Na mistrzostwach świata w Yvoir w 1975 roku wspólnie z Tadeuszem Mytnikiem, Ryszardem Szurkowskim i Stanisławem Szozdą zwyciężył w drużynowej jeździe na czas. Rok później drużyna w składzie: Tadeusz Mytnik, Mieczysław Nowicki, Stanisław Szozda, Ryszard Szurkowski zdobyła srebrny medal podczas igrzysk olimpijskich w Montrealu. Nowicki dołożył do tego brąz w wyścigu indywidualnym. W 1977 sięgnął w szosowym wyścigu drużynowym po brązowy medal na mistrzostwach świata w San Cristóbal. Zajął też 41. miejsce w wyścigu ze startu wspólnego na MŚ w Montrealu (1974), a rok później został zdyskwalifikowany.
Trzykrotnie sięgał po tytuł szosowego wicemistrza Polski (1970 – jazda indywidualna na czas, 1975 – jazda parami (z Marianem Majkowskim) 1976 – wyścig indywidualny ze startu wspólnego), a dwukrotnie zdobywał na szosie brązowy medal (1971 – jazda indywidualna na czas, 1972 – jazda parami (z W. Kowalskim)).
Trzykrotnie startował w Wyścigu Pokoju, zajmując miejsca 10 (1973), 55 (1975), 8 (1976). W 1974 wygrał jeden z etapów Tour de Pologne. W 1975 zwyciężył w wyścigu dookoła Szkocji, a w 1976 w wyścigu dookoła Nadrenii
Po zakończeniu kariery sportowej prowadził własną firmę. W 1995 został dyrektorem Wyścigu Solidarności i Olimpijczyków. Funkcję pełnił do 2000. W latach 2000–2001 był prezesem Urzędu Kultury Fizycznej i Sportu. Od 19 marca 2001 do 22 października 2001 podsekretarz stanu w Ministerstwo Edukacji Narodowej. W wyborach parlamentarnych w 2001 bez powodzenia kandydował do Senatu z ramienia Bloku Senat 2001, a w wyborach samorządowych w 2006 do sejmiku województwa łódzkiego z listy Chrześcijańskiego Ruchu Samorządowego. Pracował w łódzkim Urzędzie Miasta.
W 2024 wszedł w skład Obywatelskiego Komitetu Poparcia Kandydata na Urząd Prezydenta RP dr. Karola Nawrockiego, a w styczniu 2025 został koordynatorem utworzonego w ramach tego komitetu zespołu ds. sportu.
30 sierpnia 1999 został odznaczony Krzyżem Oficerskim Orderu Odrodzenia Polski. W 2022 został odznaczony Krzyżem Komandorskim Orderu Odrodzenia Polski.